# William Marín
William Jesús Marín Laurence (Santiago de Chile, 22 de abril de 1922 - 9 de noviembre de 2012) fue un futbolista chileno que se desempeñó como portero. Comenzó su carrera a los 16 años jugando para clubes como Santiago Morning y Audax Italiano.

## Clubes
| Club             | País  | Año       |
| ---------------- | ----- | --------- |
| Santiago Morning | Chile | 1941-1948 |
| Audax Italiano   | Chile | 1949-     |
| Iberia           | Chile | 1952      |

## Palmarés

### Campeonatos nacionales
| Título           | Club             | País  | Año  |
| ---------------- | ---------------- | ----- | ---- |
| Primera División | Santiago Morning | Chile | 1942 |